# Bandad falk
Bandad falk (Falco zoniventris) är en fågel i familjen falkar inom ordningen falkfåglar.

## Utseende och läte
Bandad falk är en udda falk som ser mer ut som en liten hök, med grå rygg och tvärbandad buk. Jämfört med madagaskarfalken är den större och kraftigare, grå snarare än roströd i fjäderdräkten och med tvära band på buken. Den skiljs från hökarna genom stort huvud och upprätt hållning. Lätet är ett snabbt och rullande "tr-r-r-r". 

## Utbredning och systematik
Bandad falk förekommer enbart på Madagaskar, där den är frånvarande från det mesta av östra delen av ön samt de centrala områdena. Den behandlas som monotypisk, det vill säga att den inte delas in i några underarter.

## Levnadssätt
Bandad falk är en ovanlig till sällsynt och lokalt förekommande fågel i eller intill skogsområden. Den ses ofta sitta helt stilla på utkiksplatser under långa perioder. Fågeln tar sällan till vingarna och flyger då kort och lågt.

## Status
Arten har ett stort utbredningsområde och beståndet anses vara stabilt. Internationella naturvårdsunionen IUCN listar den därför som livskraftig (LC). Beståndet uppskattas till mellan 1 000 och 10 000 vuxna individer.